# Hemieuxoa schaeferi
Hemieuxoa schaeferi là một loài bướm đêm trong họ Noctuidae.